# 19.ª etapa do Giro d'Italia de 2019
A 19.ª etapa do Giro d'Italia de 2019 teve lugar a 31 de maio de 2019 entre Treviso e San Martino di Castrozza sobre um percurso de 151 km e foi vencida em solitário pelo ciclista colombiano Esteban Chaves da equipa Mitchelton-Scott. O ciclista equatoriano Richard Carapaz da equipa Movistar conservou a Maglia Rosa.

## Classificação da etapa
| \| Classificação por etapas \| Classificação por etapas \| Classificação por etapas \| Classificação por etapas \| Classificação por etapas \| \| Ciclista \| Ciclista \| Equipe \| Tempo \| \| \| ------------------------ \| ------------------------ \| --------------------------- \| ------------------------ \| ------------------------ \| \| 1. \| Esteban Chaves \| Mitchelton-Scott \| 4h01m31s \| \| \| 2. \| Andrea Vendrame \| Androni Giocattoli-Sidermec \| + 10s \| \| \| 3. \| Amaro Antunes \| CCC Team \| + 12s \| \| \| 4. \| Giovanni Carboni \| Bardiani CSF \| + 24s \| \| \| 5. \| Pieter Serry \| Deceuninck-Quick Step \| + 32s \| \| \| 6. \| François Bidard \| AG2R La Mondiale \| + 35s \| \| \| 7. \| Marco Canola \| Nippo-Vini Fantini-Faizanè \| + 1m02s \| \| \| 8. \| Manuele Boaro \| Astana \| + 1m37s \| \| \| 9. \| Manuel Senni \| Bardiani CSF \| + 1m53s \| \| \| 10. \| Olivier Le Gac \| Groupama-FDJ \| + 2m33s \| \| |                  |                             |          |
| |                  |                             |          |
| Fonte: ProCyclingStats |                  |                             |          |
| Classificação por etapas |                  |                             |          |
| Ciclista | Ciclista         | Equipe                      | Tempo    |
| 1. | Esteban Chaves   | Mitchelton-Scott            | 4h01m31s |
| 2. | Andrea Vendrame  | Androni Giocattoli-Sidermec | + 10s    |
| 3. | Amaro Antunes    | CCC Team                    | + 12s    |
| 4. | Giovanni Carboni | Bardiani CSF                | + 24s    |
| 5. | Pieter Serry     | Deceuninck-Quick Step       | + 32s    |
| 6. | François Bidard  | AG2R La Mondiale            | + 35s    |
| 7. | Marco Canola     | Nippo-Vini Fantini-Faizanè  | + 1m02s  |
| 8. | Manuele Boaro    | Astana                      | + 1m37s  |
| 9. | Manuel Senni     | Bardiani CSF                | + 1m53s  |
| 10. | Olivier Le Gac   | Groupama-FDJ                | + 2m33s  |

## Classificações ao final da etapa

### Classificação geral(Maglia Rosa)
| \| Classificação geral \| Classificação geral \| Classificação geral \| Classificação geral \| Classificação geral \| \| Ciclista \| Ciclista \| Equipe \| Tempo \| \| \| ------------------- \| ------------------- \| ------------------- \| ------------------- \| ------------------- \| \| 1. \| Richard Carapaz \| Movistar Team \| 83h52m22s \| \| \| 2. \| Vincenzo Nibali \| Bahrain-Merida \| + 1m54s \| \| \| 3. \| Primož Roglič \| Team Jumbo-Visma \| + 2m16s \| \| \| 4. \| Mikel Landa \| Movistar Team \| + 3m03s \| \| \| 5. \| Bauke Mollema \| Trek-Segafredo \| + 5m07s \| \| \| 6. \| Miguel Ángel López \| Astana \| + 5m33s \| \| \| 7. \| Rafał Majka \| Bora-Hansgrohe \| + 6m48s \| \| \| 8. \| Simon Yates \| Mitchelton-Scott \| + 7m17s \| \| \| 9. \| Pavel Sivakov \| Team Ineos \| + 8m27s \| \| \| 10. \| Davide Formolo \| Bora-Hansgrohe \| + 10m06s \| \| |                    |                  |           |
| |                    |                  |           |
| Fonte: ProCyclingStats |                    |                  |           |
| Classificação geral |                    |                  |           |
| Ciclista | Ciclista           | Equipe           | Tempo     |
| 1. | Richard Carapaz    | Movistar Team    | 83h52m22s |
| 2. | Vincenzo Nibali    | Bahrain-Merida   | + 1m54s   |
| 3. | Primož Roglič      | Team Jumbo-Visma | + 2m16s   |
| 4. | Mikel Landa        | Movistar Team    | + 3m03s   |
| 5. | Bauke Mollema      | Trek-Segafredo   | + 5m07s   |
| 6. | Miguel Ángel López | Astana           | + 5m33s   |
| 7. | Rafał Majka        | Bora-Hansgrohe   | + 6m48s   |
| 8. | Simon Yates        | Mitchelton-Scott | + 7m17s   |
| 9. | Pavel Sivakov      | Team Ineos       | + 8m27s   |
| 10. | Davide Formolo     | Bora-Hansgrohe   | + 10m06s  |

### Classificação por pontos(Maglia Ciclamino)
| Classificação por pontos | Classificação por pontos | Classificação por pontos    | Classificação por pontos | Classificação por pontos |
| Ciclista                 | Ciclista                 | Equipe                      | Pontos                   |                          |
| ------------------------ | ------------------------ | --------------------------- | ------------------------ | ------------------------ |
| 1.                       | Pascal Ackermann         | Bora-Hansgrohe              | 226 pts                  |                          |
| 2.                       | Arnaud Démare            | Groupama-FDJ                | 213 pts                  |                          |
| 3.                       | Damiano Cima             | Nippo-Vini Fantini-Faizanè  | 104 pts                  |                          |
| 4.                       | Richard Carapaz          | Movistar Team               | 83 pts                   |                          |
| 5.                       | Fausto Masnada           | Androni Giocattoli-Sidermec | 81 pts                   |                          |
| 6.                       | Davide Cimolai           | Israel Cycling Academy      | 60 pts                   |                          |
| 7.                       | Mirco Maestri            | Bardiani CSF                | 54 pts                   |                          |
| 8.                       | Primož Roglič            | Team Jumbo-Visma            | 49 pts                   |                          |
| 9.                       | Manuel Belletti          | Androni Giocattoli-Sidermec | 45 pts                   |                          |
| 10.                      | José Joaquín Rojas       | Movistar Team               | 44 pts                   |                          |

### Classificação da montanha(Maglia Azzurra)
| Classificação da montanha | Classificação da montanha | Classificação da montanha   | Classificação da montanha | Classificação da montanha |
| Ciclista                  | Ciclista                  | Equipe                      | Pontos                    |                           |
| ------------------------- | ------------------------- | --------------------------- | ------------------------- | ------------------------- |
| 1.                        | Giulio Ciccone            | Trek-Segafredo              | 229 pts                   |                           |
| 2.                        | Richard Carapaz           | Movistar Team               | 66 pts                    |                           |
| 3.                        | Fausto Masnada            | Androni Giocattoli-Sidermec | 57 pts                    |                           |
| 4.                        | Mattia Cattaneo           | Androni Giocattoli-Sidermec | 53 pts                    |                           |
| 5.                        | Damiano Caruso            | Bahrain-Merida              | 48 pts                    |                           |
| 6.                        | Ilnur Zakarin             | Katusha-Alpecin             | 42 pts                    |                           |
| 7.                        | Gianluca Brambilla        | Trek-Segafredo              | 40 pts                    |                           |
| 9.                        | Mikel Nieve               | Mitchelton-Scott            | 37 pts                    |                           |
| 10.                       | Primož Roglič             | Team Jumbo-Visma            | 30 pts                    |                           |

### Classificação dos jovens(Maglia Bianca)
| Classificação dos jovens | Classificação dos jovens | Classificação dos jovens | Classificação dos jovens | Classificação dos jovens |
| Ciclista                 | Ciclista                 | Equipe                   | Tempo                    |                          |
| ------------------------ | ------------------------ | ------------------------ | ------------------------ | ------------------------ |
| 1.                       | Miguel Ángel López       | Astana                   | 83h57m55s                |                          |
| 2.                       | Pavel Sivakov            | Team Ineos               | + 2m54s                  |                          |
| 3.                       | Hugh Carthy              | EF Education First       | + 9m18s                  |                          |
| 4.                       | Valentin Madouas         | Groupama-FDJ             | + 15m19s                 |                          |
| 5.                       | Giulio Ciccone           | Trek-Segafredo           | + 20m53s                 |                          |
| 6.                       | Edward Dunbar            | Team Ineos               | + 31m53s                 |                          |
| 7.                       | Lucas Hamilton           | Mitchelton-Scott         | + 57m45s                 |                          |
| 8.                       | Ben O'Connor             | Dimension Data           | + 58m37s                 |                          |
| 9.                       | Chris Hamilton           | Team Sunweb              | + 1h04m57s               |                          |
| 10.                      | Iván Ramiro Sosa         | Team Ineos               | + 1h13m48s               |                          |

### Classificação por equipas"Super Team"
| Classificação por equipes | Classificação por equipes   | Classificação por equipes | Classificação por equipes |
| Equipe                    | Equipe                      | Tempo                     |                           |
| ------------------------- | --------------------------- | ------------------------- | ------------------------- |
| 1.                        | Movistar Team               | 252h05m13s                |                           |
| 2.                        | Astana                      | + 22m28s                  |                           |
| 3.                        | Bahrain-Merida              | + 24m11s                  |                           |
| 4.                        | EF Education First          | + 31m05s                  |                           |
| 5.                        | Ineos                       | + 37m50s                  |                           |
| 6.                        | Mitchelton-Scott            | + 40m53s                  |                           |
| 7.                        | Trek-Segafredo              | + 1h14m17s                |                           |
| 8.                        | Androni Giocattoli-Sidermec | + 1h15m52s                |                           |
| 9.                        | Bora-hansgrohe              | + 1h15m52s                |                           |
| 10.                       | UAE Team Emirates           | + 1h35m00s                |                           |

## Abandonos
Nenhum.